# Parafia św. Wawrzyńca w Kosmowie
Parafia Świętego Wawrzyńca w Kosmowie – parafia rzymskokatolicka należąca do dekanatu Koźminek diecezji kaliskiej. Została utworzona w 1433. Mieści się pod numerem 29. Prowadzą ją księża diecezjalni.